# Flor de azúcar
Flor de azúcar es una película de drama histórico y aventura dominicana de 2016 dirigida por Fernando Baez Mella. Fue seleccionada como la entrada dominicana a la Mejor Película en Lengua Extranjera en la 89.ª edición de los Premios Óscar, pero no fue nominada.

## Sinopsis
Un joven campesino se ve obligado a huir por matar involuntariamente a un guardia abusivo. Después de un año entero escondido en una remota isla pesquera, decide regresar a su campo y reencontrarse con su esposa e hijas.

## Reparto
- Héctor Aníbal como Samuel